# Museo de América

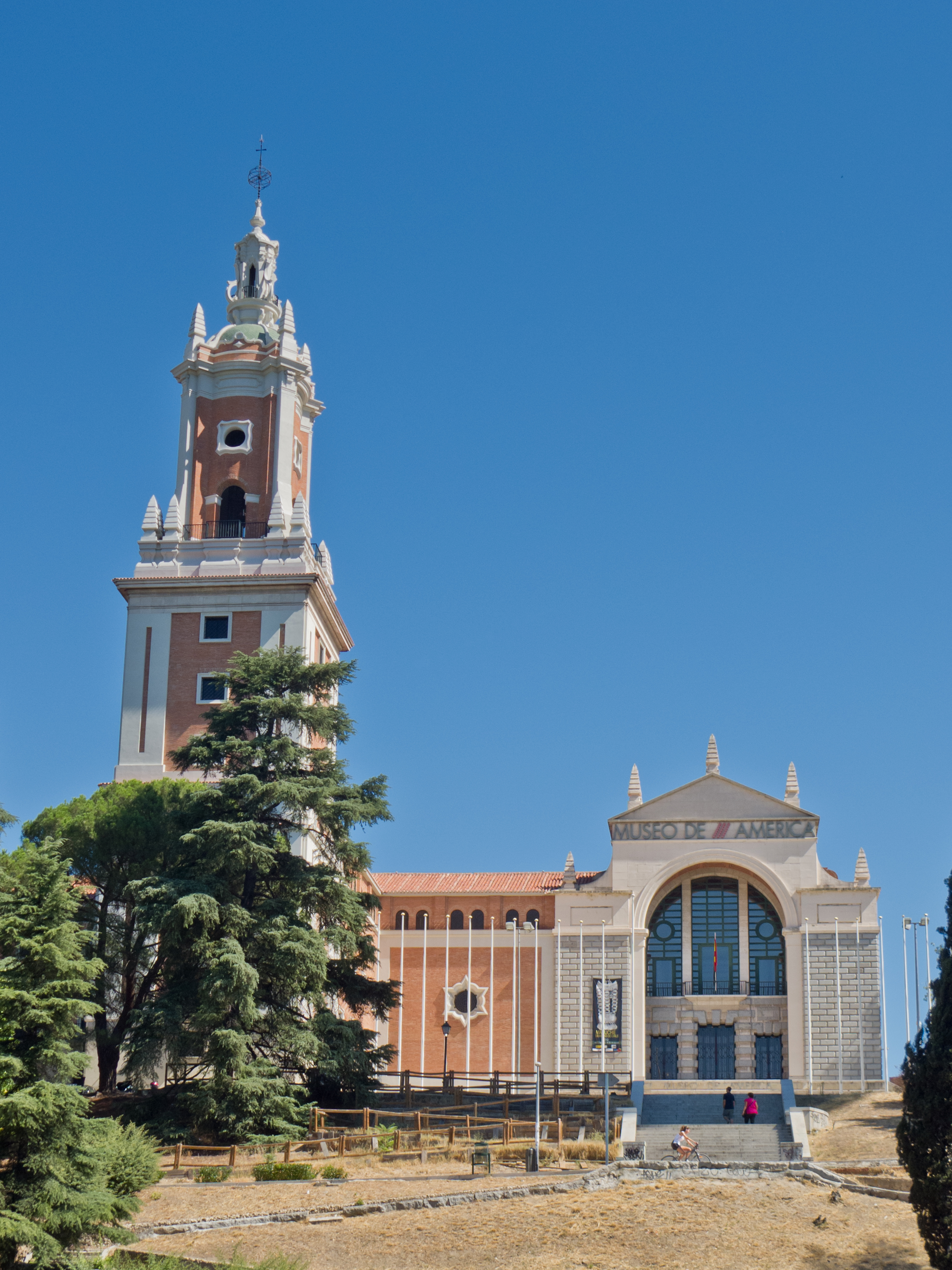
Museo de América

Museo de América är ett nationellt museum i Madrid, Spanien. Det ligger administrativt under spanska kulturministeriet och presenterar samlingar av konst, arkeologi och etnologi från Amerika sedan den förkolumbianska eran i det spanska imperiet.

## Museets tillkomst

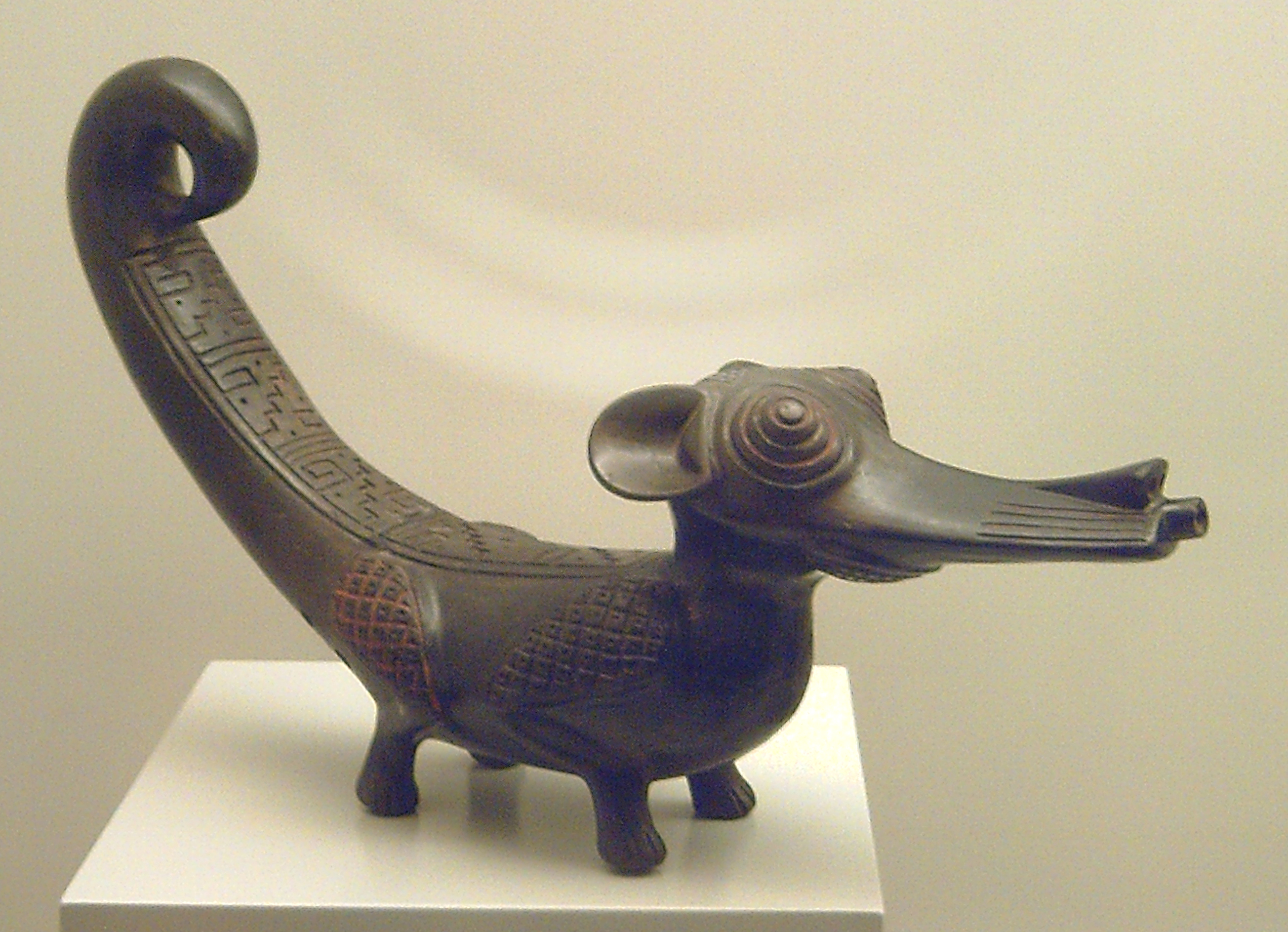
Kajman i keramik, Chimú, Peru

Idén om att samla in sådana samlingar har planerats sedan tidpunkten för kardinal Cisneros och materialiserades genom ett dekret den 19 april 1941 .
Då institutionen en gång hade skapats 1941 visades samlingen i Madrids arkeologiska museum tills den slutligen 1962 flyttades till sin slutliga plats.
Byggandet av museet 1943 överläts på arkitekterna Feduchi Luis Martinez och Luis Moya. Arbetet, som påbörjades samma år, avslutades 1954. Projektet syftade till att spegla det arkitektoniska arbetet och missions- och civilisationsarbetet i Amerika med hjälp av historiska och nykoloniala stilarna. De mest framträdande arkitektoniska utformningarna är fasadbågen, och de amerikanska klocktornet som påminner om amerikanska barock. Utställningshallarna är placerade så som i ett kloster. Alla delar av projektet kunde dock inte göras 
Museet invigdes 1965, tre år efter överlåtelsen av samlingarna. Därefter var museet stängt mellan 1981 och 1994, på grund av sanering.
Museet består av fem avdelningar:
- Upptäckten av America (El conocimiento de América)
- Levnadsvillkoren i Amerika (La realidad de América)
- Samhället (La Sociedad)
- Religionen (La Religión)
- Kommunikation (La Communicación)

## Codex Madrid (Códice Trocortesiano)

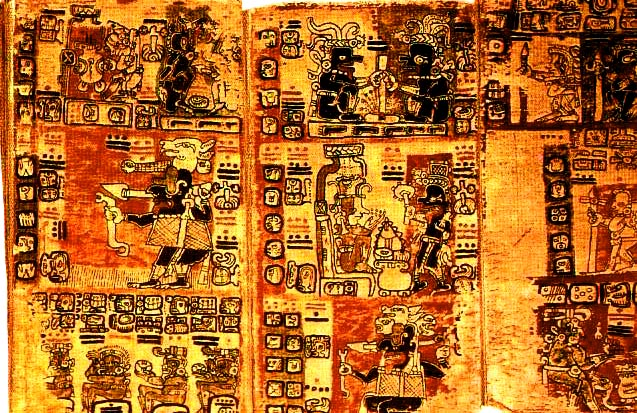
Utdrag ur Codex Madrid

Codex Madrid är en av Mayafolkets skrifter. Den talar om horoskop och astrologiska tabeller och är resultatet av åtta olika skrifter. Den består av 112 sidor, vilka är uppdelade i två avsnitt, som kallas Codex Troano (Códice Troano) och Codex Cortesano (Códice Cortesano). Båda delarna samlades ihop 1888, och kan ha sänts till Karl I av Spanien av Hernán Cortés tillsammans med skatten till kungen. I sin första reseberättelse skriver Cortés: "Plus två böcker som indianerna här har." Lopez de Gómara skriver i sin krönika Hispania Victrix: "tillsammans med dessa saker placerade man ockå en del bilderböcker med bokstäver, som används av mexikanerna, sammansatta som tygstycken, skrivna överallt. Några var av bomull och inklistrade och andra av metallplåt, som användes som papper, svåra att tyda. Men eftersom de inte förstod dem, uppskattade man dem heller inte." När det första brevet sändes, hade Cortes expedition redan haft kontakter med Mayakulturen på ön Cozumel och Mayafolket chantal efter Slaget vid Centla.

### Fotnoter
1. 1 2  
Museets officiella webbplats.